# Mimosa uncinata
Mimosa uncinata är en ärtväxtart som beskrevs av Sessé och José Mariano Mociño. Mimosa uncinata ingår i släktet mimosor, och familjen ärtväxter. Inga underarter finns listade i Catalogue of Life.